# Franciscus van Roessel
Franciscus van Roessel, né le 16 décembre 1918 à Oisterwijk aux Pays-Bas, fut un prélat indonésien originaire des Pays-Bas, archevêque de Makassar en Indonésie de 1988 à 1994.

## Biographie
Il est ordonné prêtre pour l'ordre des Scheutiste le 4 août 1943

## Évêque
Le 18 janvier 1988, le pape Jean-Paul II le nomme Archevêque de Makassar. 
A l'aune de se 75 ans, il démissionne et son Auxiliaire, Johannes Liku Ada est nommé Archevêque de Makassar